# Arthur Mollner
Arthur „Art” Owen Mollner (ur. 20 grudnia 1912 w Saranac Lake, zm. 16 marca 1995 w Westlake Village) – amerykański koszykarz, złoty medalista letnich igrzysk olimpijskich w Berlinie. Wystąpił w dwóch spotkaniach.